# هامبانتوتا
هامبانتوتا (سینهالی: හම්බන්තොට) یک شهرک در استان جنوبی سری‌لانکا است.
این شهرک در سال ۲۰۰۱ میلادی ۱۱٬۲۱۳ نفر جمعیت داشته است.

## شهرهای خواهرخوانده
| کشور | شهر     | استان     | از   |
| ---- | ------- | --------- | ---- |
| چین  | گوانگ‌ژو | گوانگ‌دونگ | ۲۰۰۷ |